# Mary Celeste
Mary Celeste byla americká brigantina, která byla nalezena 4. prosince 1872 východně od Azorských ostrovů opuštěná posádkou za okolností, které nejsou dosud uspokojivě vysvětleny.

## Historie
Loď byla postavena na Spencer’s Islandu (Nové Skotsko) pod názvem Amazon. Byla spuštěna na vodu v květnu 1861 a původně plula pod britskou vlajkou. V říjnu 1868 ztroskotala v bouři u pobřeží ostrova Cape Breton, po opravě ji koupil americký rejdař Richard W. Haines, který jí dal v roce 1869 nové jméno Mary Celeste. V listopadu téhož roku se loď stala majetkem Jamese H. Winchestera z New Yorku. V jeho službách vyplula 5. listopadu 1872 z newyorského přístavu do Janova s nákladem 1701 barelů lihu. Kapitánem byl Benjamin Briggs, který vzal na palubu svou manželku a dvouletou dceru. Dále byl na lodi první důstojník Albert G. Richardson a šest členů posádky.
Americká loď Dei Gratia se 4. prosince 1872 setkala v Atlantiku na 38°20' s. š. a 17°15' z. d. s lodí, kterou zjevně nikdo neřídil a která neodpovídala na signály. Kapitán David Morehouse připlul blíž a rozpoznal loď Mary Celeste, kterou z minulosti dobře znal. Nařídil prvnímu důstojníkovi Oliveru Deveauovi, aby plavidlo prozkoumal. Ten nenašel na palubě vůbec nikoho. Na lodi byl značný nepořádek, ale žádné známky násilí nebo poškození (na šicím stroji kapitánovy manželky byla plná olejnička, což svědčí o velmi klidném moři). V podpalubí byl asi metr vody. Chyběl záchranný člun, sextant a navigační knihy, naproti tomu na lodi zůstal palubní deník, velká částka peněz, šperky kapitánovy ženy, oblečení, dýmky a zásoba jídla a pití — to svědčilo o tom, že loď musela být opuštěna ve velkém spěchu, ačkoli k tomu nebyl zjevný důvod. Deveau dovedl loď po devíti dnech do gibraltarského přístavu, kde událost ohlásil úřadům. Následné vyšetřování skončilo na mrtvém bodě. Osazenstvo Mary Celeste nebylo nikdy nalezeno. Loď byla opravena a sloužila do roku 1885, kdy ztroskotala u ostrova Haiti: v tomto případě však šlo nepochybně o pojistný podvod.
Případ vzbudil značnou pozornost. Objevily se spekulace o pojistném podvodu nebo přepadení piráty, obviněni byli i námořníci z Dei Gratia, že se lodi zmocnili násilím a zahladili stopy, aby získali nálezné, které tehdy činilo pětinu ceny lodi. Nic z toho se však nikdy nedokázalo. Později se přihlásilo několik osob, které se vydávaly za přeživší z Mary Celeste, ale byly odhaleny jako podvodníci. Arthur Conan Doyle uveřejnil roku 1884 v časopise Cornhill Magazine povídku Prohlášení J. Habakuka Jephsona, v níž popisoval vyvraždění osazenstva lodi fanatickým bojovníkem za osvobození černochů; šlo o zjevnou fikci, v níž byla záměrně změněna obecně známá fakta.
Teorie o úmyslném opuštění lodě nebo o tom, že se posádka stala obětí zločinu, byla kriminalistickými metodami téměř jistě vyloučena. Spekuluje se o tom, že lihové výpary v podpalubí se samovolně vznítily a posádka se v panice nalodila do záchranného člunu, který na širém moři ztroskotal. Další autoři vysvětlují překotné opuštění lodi nepříčetností lidí na palubě, kterou mohl způsobit ergotismus z potravy nebo infrazvuk. Jiným možným vysvětlením byla náhlá vodní smršť, která z paluby smetla všechno živé. Podle vyznavačů pseudovědy byla posádka sežrána obří krakaticí nebo unesena mimozemšťany.